# Phéromone

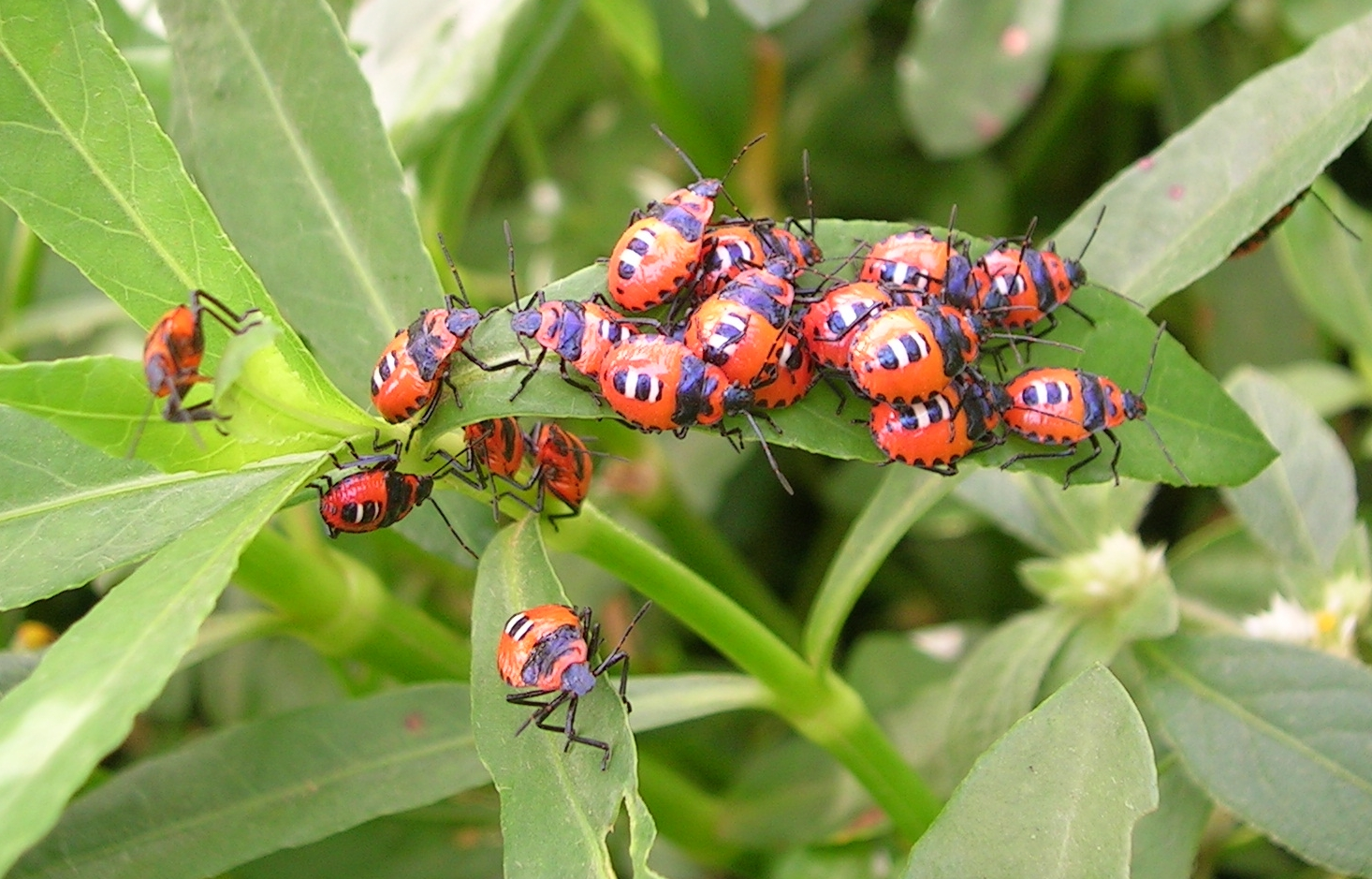
Agrégation de Pentatomidae pouvant être causée par des phéromones.

Une phéromone (ou phérormone ou encore phérohormone) est une substance chimique émise par la plupart des animaux et certains végétaux, et qui agit comme un message entre les individus d'une même espèce (communication intraspécifique, à l'opposé des ectomones impliquées dans la communication interspécifique). Ce composé sémiochimique transmet aux autres organismes des informations qui influencent la physiologie et les comportements (sexuel, maternel, agression, agrégation, pistage…).
Très actives, certaines phéromones agissent même en faible quantité, et elles peuvent être transportées et être détectées à plusieurs kilomètres. Chez les mammifères et les reptiles, les phéromones sont principalement détectées par l'organe voméronasal, tandis que les insectes utilisent généralement leurs antennes.
À la différence des hormones classiques (insuline, adrénaline, etc.) produites par les glandes endocrines et qui circulent uniquement à l'intérieur de l'organisme en participant à son métabolisme, les phéromones sont généralement produites par des glandes exocrines, ou sécrétées avec l'urine, et servent de messagers chimiques entre individus. Elles peuvent être volatiles (perçues par l'odorat), ou agir par contact (composés cuticulaires des insectes par exemple, perçues par les récepteurs gustatifs). Elles jouent un rôle primordial lors des périodes d'accouplement, et chez certains insectes sociaux, telles les fourmis ou les abeilles. Ces phéromones sont indispensables au bon fonctionnement du groupe. Les phéromones sexuelles des insectes contribuent à l'isolement reproducteur entre les espèces grâce à leur spécificité.
L'existence des phéromones dans l'espèce humaine est un sujet controversé. De nombreux biais scientifiques et sociopsychologiques rendent complexe l'étude des effets psychologiques des odeurs, parfums ou phéromones sur les émotions et les comportements des humains,. En particulier, il est souvent très difficile de distinguer les nombreux effets olfactifs appris des véritables effets phéromonaux innés. Chez l'humain, les structures olfactives sont vestigiales et les phéromones n'ont plus que des effets faibles,.
Grâce aux techniques biochimiques, il est possible de produire des phéromones de synthèse. Elles sont utilisées par l'industrie cosmétique, souvent dans des parfums, avec des présentations commerciales qui suggèrent des effets sexuels et affectifs, malgré l'absence de données expérimentales valides,. Des phéromones de synthèse, respectueuses de l'environnement, peuvent également être utilisées pour la protection des cultures comme produit de remplacement des insecticides.

## Étymologie et définition
Le terme de phéromones fut défini par le biochimiste allemand Peter Karlson et l'entomologiste suisse Martin Lüscher en 1959 à partir des racines grecques : pherein (transporter) et hormon (exciter). Ainsi, les phéromones furent initialement définies comme : « des substances sécrétées par des individus et qui, reçues par d'autres individus de la même espèce, provoquent une réaction spécifique, un comportement ou une modification biologique ».
En particulier pour les mammifères, on définit généralement deux grandes classes de phéromones :
- phéromone signal ou déclencheuse : « si la phéromone produit un changement assez rapide du comportement de l'animal qui la perçoit, on parle de phéromone déclencheuse (« releasing pheromone ») ou encore de phéromone signal (« signaling pheromone »). Le terme de phéromone signal semble plus judicieux que celui de phéromone déclencheuse employé au départ chez les insectes, car il tient mieux compte du fait que, chez les mammifères, l'odeur est porteuse d'une information qui peut ou pas être utilisée par le receveur. Les attractants sexuels des mammifères entrent pour une large part dans cette catégorie »[9] ;
- phéromone conditionnante ou d'amorçage : « on distingue cependant aussi des phéromones conditionnantes ou d'amorçage (« priming pheromones » qui induisent des changements physiologiques, perceptibles à long terme sur l'organisme, accélérant ou inhibant par exemple l'accès à la maturité sexuelle »[9].

Mais les définitions données dans les dictionnaires, les manuels ou par les chercheurs ne sont pas toutes identiques. La synthèse des différentes définitions fait apparaître un consensus autour de 4 critères principaux :
- une phéromone correspond à un ou quelques composés chimiques simples ;
- la réponse fonctionnelle est spécifique à l'espèce ;
- la réponse, endocrine ou comportementale, est bien définie ;
- la réponse ne dépend pas d'apprentissages.

## Cadre général
Les phéromones jouent un rôle majeur dans le contrôle des comportements chez les insectes, ce qui montre que les molécules chimiques sont très adaptées pour véhiculer de nombreux signaux, même pour un système nerveux très simple. Et chez les premiers mammifères, l’olfaction et les phéromones jouaient également un rôle majeur. La principale différence entre des organismes très simples comme les insectes et des organismes plus élaborés comme les rongeurs est que les phéromones provoquent des réactions quasi automatiques chez les insectes (par exemple l'insecte copule avec un tampon imbibé de phéromones ; le comportement est inadapté) tandis que chez les rongeurs les informations phéromonales sont intégrées à d'autres informations pour produire un comportement adapté (le rongeur est excité par les phéromones du tampon, il cherche le partenaire sexuel mais ne copule pas avec le tampon ; le comportement est adapté au contexte),.

## Principales caractéristiques
Les phéromones existent sous forme volatile ou soluble ; elles parviennent au contact des cellules sensorielles soit par inhalation de l'air, soit après un contact physique. Les phéromones sont perçues par des récepteurs spécifiques, principalement situés dans l'organe voméronasal (ou organe de Jacobson – récepteurs VR1 et VR2), mais chez les mammifères certaines sont perçues par le système olfactif principal (récepteurs TAAR).
Le signal phéromonal peut être constitué d'une ou de plusieurs molécules (bouquet phéromonal), émises simultanément ou successivement. Une substance émise par un organisme peut être liée à une autre molécule, à un transporteur, ou être transformée (exemple : par une action bactérienne), avant de devenir une phéromone.
Suivant les espèces animales, on trouve des phéromones dans la peau, certaines glandes dermiques (sébacées, sudoripares), la salive, l'air expiré (haleine), les sécrétions des voies urogénitales, les sécrétions vaginales (primates), les glandes anales, les urines ou les fèces.
Les phéromones peuvent être :
- des acides carboxyliques saturés ;
- des stéroïdes ;
- des aldéhydes ;
- des esters ;
- des cétones ;
- des alcools ;
- et d'autres composés.

## Les différentes phéromones
En particulier chez les insectes, on peut distinguer environ sept types de phéromones en fonction de leurs effets sur le comportement : des phéromones de territoire, de trace, d'alarme, sexuelles, d'espacement ou d'agrégation.

### Phéromones de territoire
Déposées dans l’environnement, elles délimitent un territoire. Chez les canidés, ces hormones sont contenues dans les urines que les individus déposent sur des repères, ceux-ci servant en quelque sorte de « bornes » pour marquer leur « territoire ».

### Phéromones de trace
Elles sont très courantes chez les insectes sociaux : les fourmis, par exemple, balisent leurs pistes par des hormones de trace — en l'occurrence, des hydrocarbures non volatils. La lamproie marine en pleine mer est ainsi guidée vers sa rivière d'origine, par des hormones émises par leurs larves à des centaines ou milliers de kilomètres en amont. Ces hormones ont été identifiées : ce sont des dérivés d'acide biliaire (disulfate de petromyzonamine, disulfate de petromyzosterol et sulfate de petromyzonol qui est la plus efficace).

### Phéromones d’alarme
Ce sont des substances volatiles (ou très solubles dans l'eau pour les poissons) libérées par un individu en cas de blessure ou d'attaque par un prédateur (chez la souris par exemple), et qui déclenchent la fuite (pucerons) ou l'agression (abeille) chez les autres individus de la même espèce.

Des phéromones de ce type existent aussi dans le monde végétal : certains végétaux, lorsqu’ils sont broutés ou blessés, émettent des phéromones d’alarme ; leurs voisins de la même espèce réagissent alors en produisant des tanins qui les rendent moins appétents pour l’herbivore, qui doit alors souvent changer de lieu pour trouver une nourriture appétente.

### Phéromones sexuelles

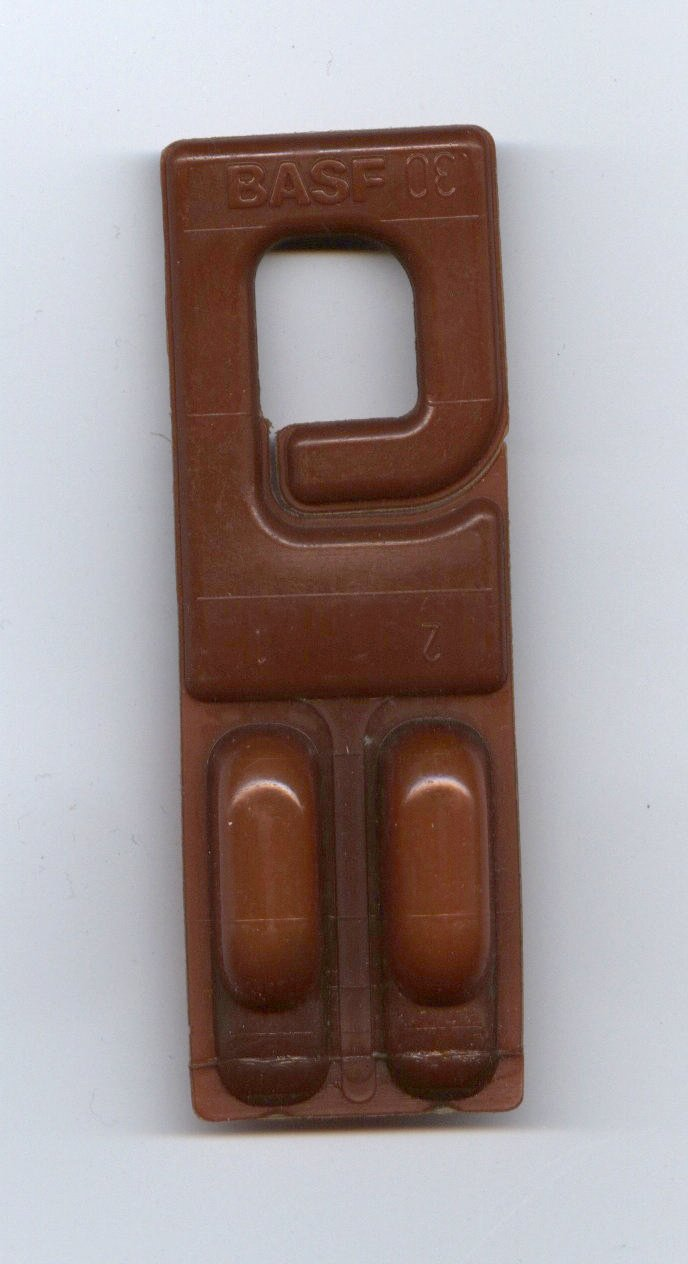
Diffuseur de phéromones pour la confusion sexuelle d'eudémis et cochylis

Chez les animaux par exemple, les phéromones sexuelles indiquent la disponibilité des femelles pour être fécondées. Certains papillons détectent un partenaire sexuel à plus de 10 kilomètres[réf. nécessaire]. Les phéromones sexuelles des insectes contribuent à l'isolement reproducteur entre les espèces grâce à leur spécificité.

### Phéromones épidéictiques, ou d'«espacement»
Reconnues chez les insectes, elles sont différentes des phéromones de territoire. Pour H. Fabre « les femelles qui pondent leurs œufs dans ces fruits déposent ces substances mystérieuses au voisinage de leur ponte pour la signaler aux autres femelles de la même espèce : afin tout bêtement qu'elles aillent pondre ailleurs. »

### Phéromones d'agrégation
Produites par l'un ou l'autre sexe, elles attirent les individus des deux sexes. Ce sont par exemple des hormones terpéniques produites par les scolytes Ips qui sont eux-mêmes attirés par des molécules (phytohormones) émises par les arbres stressés par une sécheresse.

### Autres phéromones (non encore classées)
Cette classification, fondée sur les effets induits sur le comportement, reste encore trop superficielle, et les phéromones remplissent bien d'autres fonctions.
- Phéromones de Nassanov (abeilles ouvrières).
- Phéromones royales de l'abeille.
- Phéromones d'apaisement (mammifères).

### La phéromone mammaire
Chez le lapin européen, Oryctolagus cuniculus, la femelle allaitante libère dans son lait, parmi de très nombreux composés volatils, une petite molécule hautement réactogène sur le comportement du nouveau-né, le 2-méthyl-2-buténal. Cette molécule présente les propriétés d'une phéromone, au sens strict et rigoureux du terme tel qu'établi chez les mammifères, et a été nommé « la phéromone mammaire »,. Cette phéromone déclenche dès la naissance, de façon spontanée (non apprise), le comportement orocéphalique typique de recherche de la mamelle chez le lapereau, lui permettant de localiser les tétines très rapidement et de téter efficacement au cours de la seule visite quotidienne au nid effectuée par la lapine, visite brève (5 minutes) quasiment intégralement consacrée à l'allaitement. Outre son pouvoir déclencheur du comportement vital utile au lapereau pour localiser les tétines et téter, la phéromone facilite l'apprentissage appétitif extrêmement rapide (un seul et bref épisode d'association) d'une odeur nouvelle : au bout de quelques heures, cette dernière devient à son tour apte à déclencher le comportement orocéphalique du nouveau-né. L'apprentissage olfactif induit par la phéromone mammaire est à même d'aider le lapereau à être encore plus efficace dans sa quête des tétines maternelles et dans sa prise lactée. Une phéromone similaire pourrait exister chez la femme

## Les phéromones humaines
Chez l'être humain, l'existence des phéromones est un sujet controversé. Différentes expériences suggèrent que les effets encore observés sont faibles et résiduels. Les effets observés sont surtout physiologiques et émotionnels, mais pas comportementaux.
Chez la femme, les molécules qui pourraient être des phéromones (phéromones supposées) sont sécrétées dans la sueur apocrine axillaire, mamelonnaire et périnéale, et dans les sécrétions vaginales produites par les glandes urétrales et de Skene (chaînes courtes d'acide gras).
Chez l'homme, les prétendues phéromones peuvent être sécrétées dans la sueur apocrine axillaire et périnéale (androstène, androsténol (en), androstadienone) et dans la partie prostatique du sperme (spermine, spermidine).

### Comportement maternel
De prétendues phéromones humaines  sont sécrétées par les glandes de Montgomery (dans l'aréole autour du mamelon). Elles provoquent des réactions autonomes innées (accélération de la respiration et du rythme cardiaque) et comportementales (mouvement des lèvres et protrusion de la langue). Ces réactions facilitent d'autres processus innés (réflexe de succion, attachement) liés à l'allaitement et à la relation mère-enfant, favorisant ainsi la survie de l'individu et de l'espèce.

### Comportement sexuel
Il a été démontré, lors d'une étude, que les supposées phéromones n'avaient aucun impact sur le comportement sexuel des humains. Pourtant, il se vend des produits contenant ces phéromones et censés attirer sexuellement les individus (plus souvent des femmes). Ces produits s'apparentent au charlatanisme et ont démontré n'avoir aucun effet.
Par contre, les chercheurs ne nient pas la possibilité que certaines phéromones aient un impact sexuel chez les humains. Mais ils ne savent pas encore quelles sont ces phéromones.

## Utilisation de phéromones pour la protection des cultures
Différentes phéromones peuvent être utilisées comme agents de biocontrole pour protéger certaines plantes cultivées des dégâts provoqués par des insectes ravageurs. Deux niveaux d'actions sont possibles :
- de manière indirecte pour les avertissements agricoles et le suivi des populations au sein des cultures ;
- directement pour la lutte contre certains insectes par le piégeage de masse ou en provoquant la confusion sexuelle. Par exemple, une société telle que M2i Life Sciences produit des phéromones contre la carpocapse des pommes et des poires, la pyrale du buis, le charançon rouge du palmier, le ver rose du cotonnier, la processionnaire du pin ou encore l'eudémis ou ver de grappe, qui s'attaque à la vigne[27],[28].

## Problèmes méthodologiques et controverses

### Problèmes méthodologiques
Un des principaux problèmes relatifs aux phéromones humaines est de bien dissocier les effets innés des effets appris. Montrer qu'un être humain a appris à reconnaître une odeur est d'une importance relative, car ses systèmes nerveux et olfactifs sont organisés pour apprendre. Par contre, les effets des phéromones sont majeurs, car ils sont innés et provoquent des processus spécifiques qui influencent des processus physiologiques ou des comportements à finalité adaptative. Chez les rongeurs, on observe : l'attachement au partenaire sexuel, l'induction ou la synchronisation des cycles menstruels (effets Vandenbergh et Whitten), le blocage de la gestation (effet Bruce), etc.
Par exemple, que des femmes soient capables de reconnaître l'odeur de nouveau-nés qu'elles ont tenus une heure dans leurs bras, bien qu'elles ne soient pas leur mère, résulte d'un apprentissage olfactif et non d'un effet phéromonal. Par contre, les réactions autonomes et comportementales du nouveau-né provoquées par les molécules aréolaires est un effet phéromonal inné, qui améliore la survie de l'individu et de l'espèce, en favorisant l'allaitement.
Un autre problème lié aux interprétations des effets phéromonaux est le rôle joué par les processus inconscients. Comme les informations phéromonales sont traitées au niveau des circuits limbiques et sont inconscientes, certains chercheurs suggèrent que les effets phéromonaux existent mais sont difficiles à mesurer précisément en raison de leur nature inconsciente,. Mais, quelle que soit la nature consciente ou inconsciente des processus, les résultats expérimentaux ne montrent que des effets phéromonaux faibles,, surtout physiologiques ou affectifs, mais pas comportementaux.

### Controverses et industrie des phéromones
Face au marché potentiel pour les phéromones humaines, qui promettent de séduire le partenaire d'un simple effluve, de nombreux laboratoires et parfumeurs utilisent à des fins promotionnelles les résultats scientifiques. Pour crédibiliser l'efficacité de leurs produits, les commerciaux omettent généralement de citer dans les références scientifiques présentées sur leurs sites Internet ou dans leurs brochures commerciales les problèmes méthodologiques (voir la section précédente), les travaux qui invalident leurs résultats.